# Боргата Марина (Козенца)
Боргата Марина је насеље у Италији у округу Козенца, региону Калабрија.
Према процени из 2011. у насељу је живело 1022 становника. Насеље се налази на надморској висини од 10 м.